# Église de Nummijärvi
L'église de Nummijärvi (en finnois : Nummijärven kirkko) est une église située dans le village de Nummijärvi à Kauhajoki en Finlande,.